# Daimler Majestic
Daimler Majestic är en lyxbil, tillverkad av den brittiska biltillverkaren Daimler Motor Company mellan 1958 och 1968.
Majestic-serien blev den sista ”riktiga” Daimlern. Sedan Daimler köptes upp av Jaguar 1960 har efterföljarna varit Jaguar-bilar med annan kylarmaskering.

## Daimler One-O-Four
Daimler hade introducerat föregångaren Type 104 (utläst One-O-Four) 1955. Det var en traditionellt formgiven bil, byggd på separat ram och med stel bakaxel upphängd i längsgående bladfjädrar. Motorn var en rak sexa på 3,5 liter.

## Daimler Majestic
Redan 1958 ersattes One-O-Four av Type 101 Majestic. Karossen hade breddats för en rymligare interiör och motorn hade förstorats för bättre prestanda. Majestic var en välutrustad lyxbil, med automatlåda, servostyrning och servoassisterade skivbromsar runt om som standard. Den sexcylindriga bilen tillverkades parallellt med Major-modellen fram till 1962.

## Daimler Majestic Major
Den åttacylindriga Majestic Major presenterades på bilsalongen i London hösten 1959. Major-modellen hade en V8-motor som konstruerats av Edward Turner. Den hade hemisfäriska förbränningsrum och stötstångsstyrda ventiler och fanns även i en mindre version för sportbilen Daimler SP250.

## Daimler DR450
1961 tillkom DR450, en limousine-version av Majestic Major, med hjulbasen förlängd med sex decimeter. Bilen var fullt sjusitsig och användes oftast i officiella sammanhang. Några chassin försågs med likbilskarosser.
DR450 ersattes 1968 av den Jaguar-baserade Daimler DS420.

## Motor
| Modell         | Motor              | Cylindervolym | Effekt | Bränslesystem    |
| -------------- | ------------------ | ------------- | ------ | ---------------- |
| One-O-Four     | 6-cyl radmotor ohv | 3468 cm³      | 120 hk | Dubbla förgasare |
| Majestic       | 6-cyl radmotor ohv | 3794 cm³      | 130 hk | Dubbla förgasare |
| Majestic Major | 8-cyl V-motor ohv  | 4561 cm³      | 220 hk | Dubbla förgasare |

## Tillverkning
| Modell         | Antal |
| -------------- | ----- |
| One-O-Four     | 561   |
| Majestic       | 1 490 |
| Majestic Major | 1 180 |
| DR450          | 864   |